# Condado de Kiowa (Kansas)
O Condado de Kiowa é um dos 105 condados do estado americano de Kansas. A sede do condado é Greensburg, e sua maior cidade é Greensburg. O condado possui uma área de 1 872 km² (dos quais 1 km² estão cobertos por água), uma população de 3 278 habitantes, e uma densidade populacional de 2 hab/km² (segundo o censo nacional de 2000). O condado foi fundado em 26 de fevereiro de 1867.